# Etha nigromaculata
Etha nigromaculata là một loài tò vò trong họ Ichneumonidae.